# Jałowa martwica kości

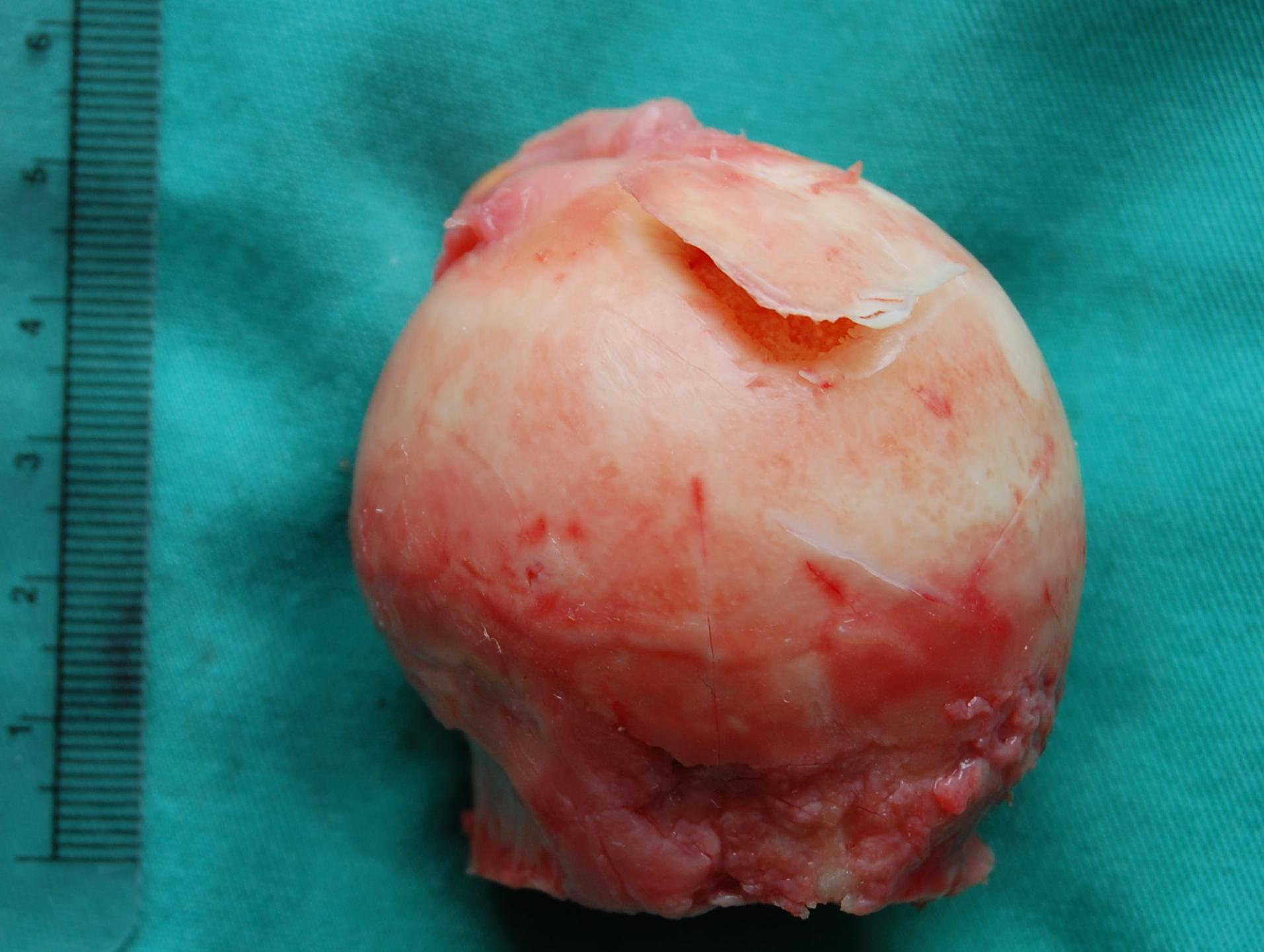
Duża płatowa zmiana w głowie kości udowej, typowa dla późnego stadium oddzielającej martwicy kostno-chrzęstnej. Zmiana ta powstała wskutek niedokrwiennej martwicy przynasady kości

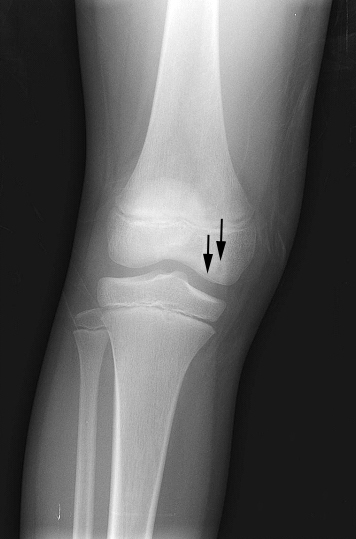
Zdjęcie AP prawego stawu kolanowego osoby dojrzewającej (niezrośnięta chrząstka nasadowa): strzałki wskazują na martwicę niedokrwienną i rozwijającą się oddzielającą martwicę kostno-chrzęstna kłykcia przyśrodkowego kości udowej

Jałowe martwice kości, martwice aseptyczne (łac. necrosis aseptica ossium, syn. necrosis ischaemica, osteochondrosis, osteochondritis, epiphysitis, chondroosteonecrosis) – grupa chorób, których wspólną cechą jest nekroza kości lub jej fragmentów, niezwiązana z udziałem zakażenia drobnoustrojami. Jako przyczynę ich powstawania uznaje się zaburzenie ukrwienia jądra kostnienia kości, powstałe na różnorodnym tle (zator, uraz, zakrzep). Początkowo martwy fragment kostny ulega resorpcji, a następnie zostaje odbudowany. Na skutek działania sił i obciążeń odbudowywany fragment zwykle ulega deformacji. Choroby te występują szczególnie często w wieku dziecięcym i u osób młodych; w zależności od miejsca występowania (znanych jest ponad 40) martwicy aseptycznej wyróżnia się szereg jednostek chorobowych, o zazwyczaj eponimicznych nazwach.
Termin Knochennekrose (nekroza kości) wprowadził do medycyny w 1910 roku niemiecki chirurg Georg Axhausen (1877–1960).
| Choroba                      | Synonim                                                   | Lokalizacja zmian                                                 |
| ---------------------------- | --------------------------------------------------------- | ----------------------------------------------------------------- |
| choroba Perthesa             | martwica typu Legga-Calvégo-Waldenströma-Perthesa         | głowa i szyjka kości udowej                                       |
| choroba Freiberga-Köhlera II | osteochondrosis metatarsophalangelais iuvenilis deformans | głowa II, rzadziej III, kości śródstopia                          |
| choroba Osgooda-Schlattera   | osteochondropathia, osteochondrosis tuberositatis tibiae  | guzowatość kości piszczelowej                                     |
| choroba Scheuermanna         | kyphosis dorsalis iuvenilis                               | płytki graniczne trzonów kręgów                                   |
| choroba Köhlera I            | osteonecrosis aseptica ossis navicularis tarsi            | kość łódkowata                                                    |
| choroba Kienböcka            | necrosis ossis lunati                                     | kość księżycowata                                                 |
| choroba Haglunda             | osteonecrosis apophysitis calcanei                        | nasada kości piętowej                                             |
| choroba Königa               | osteochondrosis dissecans König                           | oddzielająca martwica kostno-chrzęstna kolana                     |
| choroba Blounta              | piszczel szpotawa, tibia vara                             | bliższa przyśrodkowa część przynasady i nasady kości piszczelowej |
| choroba Pannera              | necrosis aseptica capituli humeri                         | główka kości ramiennej                                            |
| choroba Preisera             |                                                           | kość łódeczkowata                                                 |

## Etiologia
Do czynników etiologicznych zalicza się:
- urazy
- leki (steroidy, leki przeciwwirusowe)
- alkohol
- toczeń rumieniowaty układowy
- reumatoidalne zapalenie stawów
- chemioterapię
- choroby dekompresyjne
- choroby krwi (anemię sierpowatą).